# Norbert Schultze
Norbert Schultze (ur. 26 stycznia 1911 w Brunszwiku, zm. 14 października 2002 w Bad Tölz) – niemiecki kompozytor.
Schultze ukończył szkołę w Brunszwiku, studiował w Kolonii i Monachium. W stolicy Bawarii, wystąpił na początku 1930 roku jako kompozytor. Pod pseudonimem Norbert Frank był długo kompozytorem dla kabaretów. Od 1932 roku do 1934 roku pracował jako dyrygent w Heidelbergu i Darmstadt, Monachium i Lipsku. 
W 1932 roku ożenił się z Verą Spohr, z którą miał czworo dzieci. Po rozwodzie w roku 1943 zawarł kolejny związek małżeński z bułgarską aktorką i pisarką Iwą Wanja. Mieli dwóch synów. Jego ostatnią żona była Brigitt Salvatori.
Autor muzyki wielkiego przeboju, piosenki Lili Marleen, którą jako pierwsza wykonywała niemiecka piosenkarka Lale Andersen, a następnie Marlena Dietrich.
Norbert Schultze zmarł w wieku 91 lat w Bad Tölz. Pochowany został na Cmentarzu Centralnym w Brunszwiku.